# Multimedia
Multimedia er en fællesbetegnelse for forskellige medietyper, som bruges til informationsformidling, typisk: tekst, lyd, billede, animation, video og interaktion.
Begrebet opstod i forbindelse med edb-udviklingen, især Amiga og Mac, senere også IBM-kompatible pc'er, som blev forsynet med lydkort, CD-ROM, højttalere og mikrofon.
Internet udvidede muligheden for udbredelse af information via forskellige medier – ikke mindst med video og interaktive programmer.
Multimedia er især udbredt inden for forskning, kunst, uddannelse og underholdning,men kender ingen begrænsninger i nutidens informationssamfund.
Eksempler herpå er it-baseret undervisning (e-learning), hvor man ikke blot læser en tekst med billeder, men kan få læst teksten op og evt. se en video om indlæringsaspektet.
Et multimedialeksikon var også en nyhed, da den tørre tekst, som igen kunne være forsynet med illustrationer blev peppet op med lyd og video og elektroniske henvisninger.
Spil baseret på alle komponenter er blevet mere og mere populær og stiller måske de største krav til teknikken. Virtuelle rum og verdener toner frem på skærmen og gør oplevelsen endog meget realistisk. En flysimulator er ikke blot et spil, men kan anvendes til træning af vordende flypiloter.
I stedet for at betragte en film fra instruktørens synsvinkel, kan man med multimedia fremstille forskellige forløb, hvor brugere får indflydelse på hændelsen. En fodboldkamp kan sendes direkte, men med tilkoblede effektmuligheder, som igen gør seeren aktiv.